# Marco Gonzales
Marco Elias Gonzales (né le 16 février 1992 à Fort Collins, Colorado, États-Unis) est un lanceur gaucher des Mariners de Seattle de la Ligue majeure de baseball.

## Carrière
Alors qu'il est à l'école secondaire dans son État natal du Colrado, Marco Gonzales est repêché par les Rockies du Colorado au 29e tour de sélection en 2010. Mais il repousse l'offre et rejoint plutôt les Bulldogs de l'université Gonzaga dans l'État de Washington. Il est mis sous contrat par les Cardinals de Saint-Louis, qui en le choisissent au premier tour en 2013 et en font le 19e joueur sélectionné au total au repêchage amateur cette année-là.
En 2012, il s'aligne avec l'équipe nationale de baseball collégial des États-Unis et est nommé joueur par excellence d'un tournoi disputé aux Pays-Bas.
Évoluant au niveau Double-A des ligues mineures en 2014, Gonzalez, qui s'aligne avec les Cardinals de Springfield, est invité à jouer dans le match d'étoiles de la Ligue du Texas le 23 juin 2014, mais il doit renoncer lorsque le club des majeures le rappelle pour remplacer dans l'effectif Jaime García, blessé. C'est au Colorado que Gonzalez fait ses débuts dans le baseball majeur le 25 juin 2014 lorsqu'il est lanceur partant des Cardinals de Saint-Louis face aux Rockies. Il n'est pas impliqué dans la décision malgré 5 points accordés aux Rockies en 5e manche, Saint-Louis revenant de l'arrière en fin de rencontre pour remporter la partie.
Une opération Tommy John au coude gauche lui fait rater toute la saison de baseball 2016.
Le 21 juillet 2017, les Cardinals échangent Gonzales aux Mariners de Seattle contre Tyler O'Neill, un joueur de champ extérieur des ligues mineures.